# Ceratoprion tuxtlaensis
Ceratoprion tuxtlaensis is een keversoort uit de familie netschildkevers (Lycidae). De wetenschappelijke naam van de soort werd in 1996 gepubliceerd door Zaragoza Caballero.